# Interstate 391
Pour les articles homonymes, voir Route 391.
L'Interstate 391 (I-391) est une autoroute auxiliaire de l'I-91 dans le Massachusetts. Elle débute à la jonction avec l'I-91 à Chicopee et va jusqu'au centre de Holyoke sur environ 4,46 miles (7,18 km). Elle longe le fleuve Connecticut à Chicopee, puis le traverse pour entrer à Holyoke et prend fin à l'intersection avec High Street, au sud de la US 202.

## Description du tracé

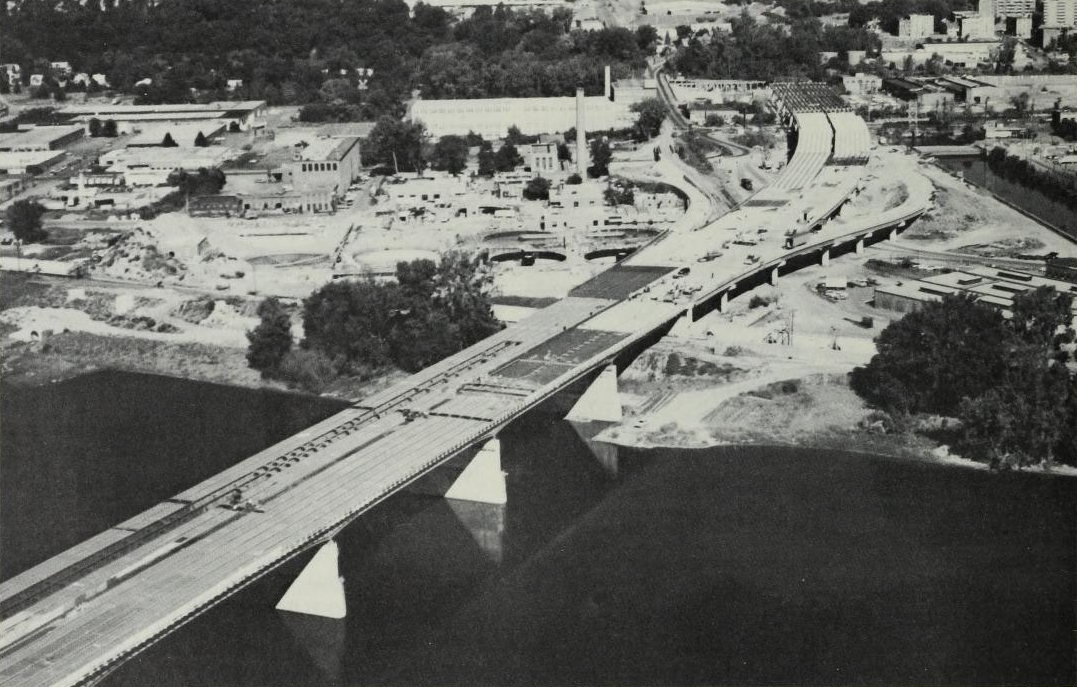
I-391 durant sa construction, 1980.

L'I-391 débute à un échangeur avec l'I-91 au sud de Chicopee. Elle longe le fleuve Connecticut et croise la Route 116 au centre de Chicopee et traverse la rivière Chicopee. L'I-391 croise à nouveau la Route 116 et passe sous l'I-90, sans toutefois avoir d'échangeur avec cette autoroute. L'I-391 continue au nord, croise la Route 141 et traverse le fleuve Connecticut pour entrer à Holyoke. Elle y croise quelques voies locales avant de prendre officiellement fin à l'intersection avec High Street. La route se poursuit au-delà comme Resnic Boulevard, lequel relie l'I-391 à la US 202.

## Liste des sorties
| Interstate 391    |                    |      |      |        |                                              |                                                          |
| Comté             | Municipalité       | mi   | km   | Sortie | Intersections / Destinations                 | Notes                                                    |
| Hampden           | Chicopee           | 0,00 | 0,00 | 1      | I-91 – Springfield, Hartford, Greenfield     | Indiqué sortie 1A (sud) et 1B (nord); sortie 9 de l'I-91 |
| Hampden           | Chicopee           | 0,95 | 1,53 | 2      | Route 116 (en) – Centre-ville de Chicopee    |                                                          |
| Hampden           | Chicopee           | 1,90 | 3,06 | 3      | Route 116 (en) – Westover ARB, Willimanset   |                                                          |
| Hampden           | Chicopee           | 3,86 | 6,21 | 4      | Route 141 (en) – Chicopee Falls, Willimanset | Indiqué sortie 4A (est) et 4B (ouest) en direction sud   |
| Hampden           | Fleuve Connecticut | 4,50 | 7,24 | Pont   | Pont                                         | Pont                                                     |
| Hampden           | Holyoke            | 4,59 | 7,39 | 5      | Main Street                                  | Sortie direction nord, entrée direction sud              |
| Hampden           | Holyoke            | 4,94 | 7,95 | 6B     | Commercial Street                            | Sortie direction nord, entrée direction sud              |
| Hampden           | Holyoke            | 5,16 | 8,30 | 6A     | High Street Resnic Boulevard vers US 202     | Intersection à niveau                                    |
| - Accès incomplet |                    |      |      |        |                                              |                                                          |